# Belau Kanu Club
Belau Kanu Club là một câu lạc bộ bóng đá Palau thi đấu tại Giải bóng đá vô địch quốc gia Palau, giải bóng đá cấp độ cao nhất ở Palau. Đội bóng được thành lập năm 2012. Belau Kanu Club đứng thứ 5 tại Mùa giải Mùa xuân và thứ 3 tại Mùa giải Mùa thu.,

## Đội hình hiện tại
Tính đến 15 tháng 11 năm 2012
Ghi chú: Quốc kỳ chỉ đội tuyển quốc gia được xác định rõ trong điều lệ tư cách FIFA. Các cầu thủ có thể giữ hơn một quốc tịch ngoài FIFA.
| Số | VT | Quốc gia    | Cầu thủ           |
| -- | -- | ----------- | ----------------- |
| 1  | TM | Palau       | Joe Carlos        |
| 2  |    | Hoa Kỳ      | Matt Sisserson    |
| 3  |    | Philippines | Jo Villaflor      |
| 4  |    | Palau       | Marina Toribiong  |
| 5  |    | Palau       | Nelson Masang Jr. |
| 6  |    | Palau       | Bill Tony         |
| 7  |    | Palau       | Youri Ito         |
| 8  |    | Palau       | Demei Yobech      |

| Số | VT | Quốc gia    | Cầu thủ                 |
| -- | -- | ----------- | ----------------------- |
| 9  |    | Palau       | O-Quinn Sakuma          |
| 10 |    | Palau       | Herman Malsol           |
| 11 |    | Palau       | McGee Mereb             |
| 12 |    | Palau       | Jimmy Jonas             |
| 13 |    | Philippines | Jonathan Castaneda      |
| 14 |    | Samoa       | Tion Faatuuala          |
| 15 |    | Palau       | Charles Reklai Mitchell |

Nguồn: